# 阿波半田站
阿波半田站（日语：／ Awa-handa eki */?）是一位於日本德島縣美馬郡劍町、隸屬於四國旅客鐵道（JR四國）的鐵路車站。車站編號為B19。現時只停靠普通列車。
由於日本國鐵時代已經在愛知縣的武豐線上設有半田站，因此本站開業時，站名加上了令制國名稱「阿波」以茲識別。
與豐濱站及高野川站相同，月台及車站周邊種植了不少的杜鵑花，是另一個春天熱門賞花車站。

## 車站構造
設有單層簡易站舍一座。無人化後，車票發售改於站外的小商店「正木」委託出售。車站內現時只設有候車大堂及已棄用的站務室，同時候車室內並未有裝設自動售票機。
站舍的位置和車站月台有所偏離，離開站舍閘口後，要沿小路接駁至月台的末端位置，這樣的設計在現時設有站舍的JR四國車站中並不常見。
設有島式月台1座，原可提供1面2線的配置，但靠近站舍的路軌現時被撤去，變成為列車不能交換的1面1線的配置。月台出入口設於最末端向江口站方向，為無障礙斜道，離開月台後再左轉沿小路返回站舍。月台上亦設有蓋候車亭，長約1輛車廂長度，並附設候車座椅，位處出入口斜道起計的第2節位置。月台的有效長度為5輛。列車靠站時，上行往德島方向為右側開門，下行往阿波池田方向則為左側開門。

### 月台配置
| 路線    | 方向 | 目的地         | 備註 |
| ------- | ---- | -------------- | ---- |
| ■德島線 | 下行 | 阿波池田方向   |      |
| ■德島線 | 上行 | 穴吹、德島方向 |      |

## 歷史
- 1914年3月25日：開業。
- 1987年4月1日：日本國鐵分割民營化，車站的營運由JR四國繼承。

## 相鄰車站
四國旅客鐵道（JR四國）
■德島線
貞光（B18）－阿波半田（B19）－江口（B20）